# 區諾軒
區諾軒（英語：Au Nok-hin，1987年6月18日—），廣東增城人，香港政治人物、前民主黨成員。前香港南區區議會利東一選區議員，前香港立法會議員（香港島，被法院裁定在補選中並非妥為當選而取消資格），香港中文大學、香港城市大學專上學院社會科學部客席講師。他曾經是立法會內最年輕議員。
2021年1月6日，區諾軒因組織及策劃民主派初選涉嫌違犯中華人民共和國香港特別行政區維護國家安全法而被香港警方拘捕。2月28日，他被正式落案控告違反香港國安法，一直還押至今。3月23日，他因大聲公襲警案被改判囚9星期。4月16日，再因8.18流水式集會案被判囚10個月。2023年轉為 47人案的污點證人。
2024年11月19日，區諾軒作為47人案第二被告，於西九龍裁判法院被判處「串謀顛覆國家政權」罪成，判監6年9個月。判決書提到，區諾軒為控方擔任從犯證人，證供重要，另因勸趙家賢退出等，獲減刑50％及45％，為案件最多減刑比率。

## 早年生活
區諾軒童年在九龍灣啟業邨長大，祖籍廣東增城；並曾就讀附近的浸信宣道會呂明才小學和聖若瑟英文中學。他是香港中文大學政治與行政學系哲學碩士(研究生)。
在訪問中他表示幼年時歐玉霞議員服務街坊的精神，成為他心中區議員的應有的榜樣，留學時看到外國議會強大，奠定了他決定參政的基礎，因為一般議會不僅有財政自主權和政策決定權，還能真正善用權力為市民謀福祉，而香港卻將權力統統收歸行政部門，他遂希望透過從政，提出改革議會的聲音。
於就讀香港中文大學期間，區諾軒曾分別擔任中大校園電台外務副台長和中大學生會幹事會幹事等職務，並開始參與公民團體工作和社會運動。在校內，他是劉遵義施政監察的成員，曾於畢業禮反對時任校長劉遵義頒發榮譽博士予特首董建華。並且曾在東京學藝大學當交換生。2010年，他曾分別參與香港反高鐵運動及菜園村事件。

## 政治生涯

### 參選區議會
2009年加入民主黨後，他與羅健熙開始於鴨脷洲進行社區工作，期間他支持五區公投，然而在區議會選舉時人民力量仍派人狙擊他。2011年區議會選舉，區諾軒以119票之差撃敗爭取連任的建制派候選人張少強，首次當選南區區議員。
2012年，他代表民主黨與涂謹申及趙家賢參與2012年香港立法會選舉，選舉期間質問工聯會陳婉嫻於臨時立法會放棄集體談判權的立場，被陳批評：「年輕人不熟悉就不要講，當時沒有我們（支持工資保障運動），休想進入立法前期準備。」另外亦批評民建聯「跪你先肯做，民意如朝露」，形容劉江華在雷曼債券事件中議會內外兩個模樣。
及後，他獲邀於香港電台《自由風自由Phone》擔任評論員，在最後一集曾透露童年曾短暫參與第二台《倫住嚟試》遊戲及節目，因而與港台結緣。與港台合作關係完結後，他於D100《風波裏的自由PHONE》擔任客席主持，並於網絡電台香港花生主持評論日本動漫及文化的節目《火燒萬世橋》。

### 政治理念
與其他民主黨成員不同，他在黨內採取較為激進及支持經濟再分配的立場，繼承了陶君行、范國威等民主黨少壯派的路線。為了挑戰單仲偕，他曾公開角逐民主黨主席職位。並在商台節目與單仲偕及劉慧卿辯論民主黨的路線。另外，區與民主黨皆倡議開徵陸路入境稅。
2014年7月2日，在七一大遊行完結後，他是511名因通宵留守而被捕的示威者之一。當日遊行及集會宣布結束後，遮打道集會現場有人留守，報道稱一度有近8000市民。警方在凌晨開始宣布集會屬於非法，並於3時左右開始清場及拘捕行動。他與社民連黃浩銘、民主黨許智峯、工黨鄭司律等人各以1,000元自簽擔保，或會被落案起訴。
2014年9月27日，在添美道舉行的罷課集會接近尾聲，學民思潮召集人黃之鋒呼籲「重奪公民廣場」。一批學生立即分成兩路衝破保安防線，最後約有100人成功進入公民廣場，其中包括區諾軒，以及岑敖暉等多名學聯常委、社民連梁國雄、黃浩銘。此事及後成為雨傘運動的催化劑。
2014年11月，他擔任民間人權陣線秘書處成員，直至2015年離任。同月17日，他宣布再次角逐民主黨主席一職。同年12月，退出左翼21。

### 區選「金教練」
2015年11月，他在南區利東一選區競逐連任南區區議員一職，分別面對民建聯李嘉盈及熱血公民黃潤基的挑戰。民建聯自區諾軒於2011年當選區議員後，便在其區議員辦事處旁設立辦事處，並派出重點栽培的女候選人李嘉盈出戰，投放相當資源，務求要使他和鄰區的拍檔羅健熙一同落選；另一邊廂，熱血公民黃洋達因為在公開大學論壇曾被區質疑蝗蟲論，曾揚言「一定會搞X區諾軒」，花了一年時間派出成員在利東商場門口派報紙，形勢嚴峻。
然而，區選期間正值港中足球大戰，在香港對卡塔爾的球賽中，區諾軒被網民指出極似港隊教練金判坤，金判坤的鐵血任教手法，與區諾軒不斷落區的形象相影成趣，使區內街坊逐漸改口稱他「金教練」，最終區諾軒以3,068票，擊敗1,810票的李嘉盈及177票的黃潤基，得票為南區之冠。
2016年立法會選舉，區諾軒出戰批發及零售界功能界別，但以1231票，不敵2290票的自由黨邵家輝，然而，民主派選票增幅為2004年陳添勝參選時的三倍，成為首個在以商界為主的功能組別，取得超過三份一選票的民主派候選人。
2016年10月，區諾軒當選為民間人權陣線召集人。
2016年香港選舉委員會界別分組選舉，區諾軒出戰批發及零售界功能界別，以561票落敗。
2017年9月，區諾軒在民間人權陣線召集人改選後宣布退出民主黨。

### 2018年立法會補選
2018年1月27日，選舉主任稱根據《立法會條例》第40(1)(b)(i)條的規定，主觀地認定香港眾志周庭提名「無效」，同日區諾軒遞交提名表格正式參選港島區補選，代表民主派以替補周庭出選2018年香港立法會補選。1月31日，獲確認參選資格。2月1日，區諾軒舉行參選記者會，獲民主派共同推薦。他強調香港不應是「阿爺」（指中共）話事，呼籲3月11日所有香港人以選票表態，反對人治、堅守公義，「反抗專制、守護香港，才對得住我們的時代，對得住下一代」。最終區諾軒在補選中奪得137,181票，比受到建制派支持的候選人陳家珮多出接近10,000票，成功取得議席。
選舉結束後，區諾軒被港島區選民、的士司機從業員總會秘書長、商人黃大海入稟法院提請司法覆核要求推翻選舉結果，理由是區諾軒曾焚燒《基本法》，故將無法擁護《基本法》和效忠特區，但被法院以無足夠理據為由駁回其申請兼須支付訟費。黃大海和工聯會前立法會議員王國興尊重有關裁決，但表達強烈不滿與遺憾。
2018年4月17日，中學教師蘇子冠第三次到廉政公署投訴區諾軒，指控區涉嫌違反《選舉（舞弊及非法行為）條例》，作出虛假陳述，欺騙選民公開宣稱他與香港眾志無聯繫、不支持港獨及擁護基本法。蘇表示廉署人員口頭上確認會立案調查。區回應的時候表示相關做法無聊及浪費公帑。及後，有傳媒報導區諾軒在前民主黨主席劉慧卿訪問中承認自己是香港眾志的Plan B。亦有傳媒報導區諾軒擔任議員後聘請了香港眾志七名骨幹成員為助理。
2019年9月2日，被選舉主任非法剝奪參選資格的周庭對立法會補選的選舉呈請勝訴，區諾軒被裁定並非妥為當選。其後他在9月20日提出上訴。
2019年12月17日，終審法院拒絕批出上訴許可，區諾軒即時喪失立法會議員資格。

## 相关事件

### 大聲公襲警案
2019年8月30日，區諾軒觀塘秀茂坪家中被警方帶走，聲稱他涉嫌在7月7日晚上至7月8日凌晨旺角清場行動中用「大聲公」襲警及阻礙警務人員執行職務，31日下午以5000元获准保释，回應傳媒時他指警方不斷進行「政治濫捕」無助解決核心問題。2019年10月3日，律政司撤銷阻差辦公的檢控，但繼續起訴區諾軒2項襲警罪，案件已於2020年1月20日在九龍城裁判法院開審，同日亦被裁定表證成立。2020年4月6日，區諾軒两项袭警罪名成立。
不過，有關案件的主控官陳文慧，其後被揭曾於網上人身攻擊多名民主派人士，例如曾上載一張陳淑莊與吹氣娃娃並列的圖片，並留言稱她為「雞莊」，又上載和梁振英、陳健波及李梓敬等建制派人物的合照，甚至散播仇恨言論及假新聞，例如訛稱元朗襲擊事件是林卓廷帶領暴徒挑釁在先，及中西區區議會主席民主黨鄭麗琼表示擔心被警察強姦。時事評論員黃世澤引述現行檢控守則，指檢控人員不得受對罪行、疑犯、被告或罪行受害者的個人感受或看法，或任何涉及政治、社羣或個人的利益而影響，質疑陳文慧根本不合資格擔任是次案件的檢控人員，法官容許陳文慧繼續擔任主控官的做法並不公正。代表區諾軒的資深大律師彭耀鴻和身兼大律師公會前主席的公民黨主席梁家傑，均指出主控官的責任並非使用任何手段將被告定罪，質疑陳文慧忘記自己角色。其中梁又質疑，律政司揀選外聘大律師時是否會優待「藍絲」。另外，陳亦被揭發曾經批評大律師公會，形容他們是「大劣師」，以「黑醫護」形容罷工醫護、以「香講賤台」形容「香港電台」，甚至批評法官是「人渣垃圾」，民主黨深水埗區議員袁海文對大律師公會投訴陳文慧，指其政治立場鮮明令人懷疑檢控公正，行為令公眾對大律師專業及捍衛法治等信心有影響，亦是令大律師行業蒙羞，違反大律師公會行為守則。陳文慧的行徑，其後亦引來母校港島民生書院及民生書院的一群舊生、學生和老師聯署，批評校友陳文慧的言論令人側目，要求她交代。聯署信指，陳以大律師以及律政司外判主控官之尊，自當深明法律專業包括不偏不倚、謹言慎行；身為民生書院畢業生，學校教導亦想必了然胸中，但她發表的激進言論惹人側目，與律師及同學會永遠執委的身份難以共存。
亦有有網民發現陳文慧在香港大律師公會網頁上刊載的自我介紹中，自稱自己為英國律師，但資格遭到質疑。
2020年4月24日，九龍城裁判法院裁判官梁嘉琪就兩項襲警罪，判以區諾軒服140小時社會服務令，區在判刑後表明會就定罪上訴。
事件其後繼續升溫，Facebook專頁「專業清算師」其後去信英國Solicitors Regulation Authority（SRA）查詢陳文慧的英國事務律師資格，至5月3日獲對方回覆指陳文慧女士並非英國事務律師。SRA亦已致函要求陳文慧在香港大律師公會的介紹中，停止自稱英國律師，並已就事件通報大律師公會。
2021年1月20日，高等法院法官在聽畢雙方陳辭後，即時駁回區諾軒的上訴。
2021年3月23日，律政司向上诉庭申请复核刑罚，上诉庭3位法官认为九龍城裁判法院裁判官梁嘉琪判刑过轻，改判区诺轩即时监禁9星期。

### 8.18流水式集會案
2020年4月18日，區與多名同屬前任及現任立法會議員和多名泛民主派人士，如李柱銘、梁國雄、楊森、李卓人、吳靄儀、單仲偕、何俊仁、何秀蘭和梁耀忠，商人黎智英、民陣副召集人陳皓桓、社民連的吳文遠、黃浩銘和民主黨的蔡耀昌達15人，被警方以參加於2019年8月18日，10月1及20日的未經批准集會為由，以非法集結為名於同日作出拘捕。5月18日下午，案件被告於西九龍裁判法院提堂，分三案處理，暫毋須答辯，控方申請押後案件四周至6月1 日再訊，以便控方準備文件將案件轉介至區域法院處理，期間各被告獲准各以1,000元保釋候訊。
2021年2月16日，西九龍法院開審「煞停警黑亂港 落實五大訴求」集會未經批准集結案，區諾軒为被告之一，已当庭認罪。由於辯方臨時表示要呈交專家報告，法庭將案押後至17日繼續。同年4月16日，區諾軒被判囚10個月。

### 初選案控方證人
初選案於2023年2月開審，區諾軒轉為四名控方證人之一，於3月開始作供長達24天，供述「35＋計劃」。

## 相關
- 2011年香港區議會選舉
- 2015年香港區議會選舉
- 2018年3月香港立法會補選

## 外部連結
- 區諾軒的Facebook專頁

| 議會席位      | 議會席位                                                | 議會席位      |
| ------------- | ------------------------------------------------------- | ------------- |
| 前任： 張少強 | 南區區議會 利東一選區區議員 2012年1月1日—2019年12月31日 | 繼任： 陳欣兒 |